# Sniper Elite 4
『Sniper Elite 4』（スナイパーエリート4）は、Rebellion Developmentsが開発・発売したシューティングゲーム。2017年2月14日にMicrosoft Windows、PlayStation 4、およびXbox One向けに発売され、2020年11月17日（日本では12月24日）にはNintendo Switch向けに発売された。

## ゲームプレイ
ステルス要素を備えた戦術的な三人称視点のシューティングゲームである。プレイヤーが遠くからスナイパーライフルを使用して敵を殺すと、キルカメラシステムが有効になり、ゲーム内の視点が弾丸を追跡して、体内（特に内臓）を貫く様子が表現される。このシステムはSniper Elite V2の時からあるが、今作では近づいてから倒したりや爆発させて倒すことにも対応できるようになった。  
前作より敵の人工知能が向上したことでプレイヤーのアクションにさらに鋭敏に反応するようになり、音を立てる、敵を殺すなどすると他の敵が積極的に探し始めるようになった。
プレイヤーは双眼鏡を装備しており、それを使って敵をマーキングすることで、その敵がどこにいるか、どんな武器を持っているかをプレイヤーに表示する。このゲームは「将校（officer）」というランクの敵がおり、殺すことで一般の敵が退却しやすくなり、ミッションの難易度が大幅に下がる。 プレイヤーはトラップを配置することができ、死体をブービートラップとして使用できる。
ゲームにはナイトミッションもあり、プレイヤーは光源を取り除くことで、自分の存在を隠すことができる。        
ゲーム内のマップは前作よりも大幅に拡大し、プレイヤーはさらに自由なプレイができるようになった。また、単に拡大されただけでなく、登攀が可能な管や壁、崖などが増え、プレイヤーの取りうる選択肢も多様化している。
マルチプレイヤーモードでは、オンラインプレイによって複数人で協力したり、競い合ったりすることが可能。

## メインストーリー
Sniper Elite 4は、Sniper Elite 3での出来事の直後で、1943年のイタリアという設定で始まる。 
ナチスの新しい武器の噂を聞いたイギリス海軍は、調査のために貨物船のオーキデアをサンセリーニ島に送る。しかし、アンドレアス・ケスラーとハインツ・ベームの開発下にある無線誘導対艦ミサイルによって沈められてしまう。フェアバーンは、船の沈没後に島に送られ、トビアス・シュミット将軍と攻撃を監督した数人の将校の暗殺、およびプロパガンダ用に撮影したビデオカメラの破壊を試みる。 
シュミットを殺した後、フェアバーンはOSSエージェントのジャック・ウィーバーによってビタンティの村に送られ、地元のパルチザングループのリーダーである、ソフィア・ディ・ロッコを見つける。ソフィアは、父親がナチスに誘拐されることを阻止できなかったOSSに不信感を抱いていたためフェアバーンにレジェリーノ高架橋の列車砲を破壊するように頼み、グループに協力するよう説得した。
フェアバーンは、高架橋を爆破して砲を破壊した後、ナチスが武器や部品を出荷するために使用している造船所を調査することになる。すべて調査が終わると、施設を破壊するために爆撃を要請した。
その後、シチリアのマフィアが造船所の操業を妨害し、武器や部品の出荷を遅らせていることを知ると、フェアバーンは地元の組織のリーダーである、ピエロ・カポを排除する。そして、さらなる支援を提供することに同意するキングピン・サラヴァトーレ・ディネリと出会う。 
マフィアの意図に不信感を抱き、パルチザンは同盟の維持に消極的だった。 しかし、SOEの情報提供者であるハンス・ドーフマン少佐がケスラーがマガツェノ施設にいることを明らかにすると、フェアバーンは基地に潜入してケスラーを誘拐し、研究ノートを盗む。尋問の際、ケスラーはソフィアに父親がまだ生きていることを伝え、パルチザンにジョヴィ・フィオリーニの町を襲撃し、ベームの腹心のクラウス・ロスバウアー少佐を見つけるように促した。 その後、ケスラーはフェアバーンに、彼が大量飲酒のために肝臓癌で死んでおり、結果としてナチスや同盟国にとって役に立たないこと、そしてソフィアに与えられた情報はパルチザンをクラップに誘惑するための嘘だったことを伝える。フェアバーンはジョヴィフィオリーリに出発し、ロスバウアーを排除するが、その後の戦いによりパルチザンは虐殺される。
フェアバーンは、収集された情報によりミサイルがアラグラの要塞にあることを知ると、直ちに基地に侵入し、各ミサイルを無効化する。そのまま施設への爆撃を要請しようとすると、捕らえられたソフィアを引き連れたドルフマンが現れ、自分がベームであることを明かす。その場でソフィアを処刑すると、爆撃を行うため飛行機に乗り込む。しかし、フェアバーンによって飛行機のエンジンを破壊され、飛行機は撃墜された。

### マップ
- San Celini Island（サンセリーニ島）
- Bitanti Village（ビタンティ村）
- Regilino Viaduct（レギリーノ高架橋）
- Lorino Dockyard（ロリーノ造船所）
- Abrunza Monastery（アブルンザ修道院）
- Magazzeno Facility（マガツェノ施設）
- Giovi Fiori Mansion（ジョヴィフィオーリの邸宅）
- Allagra Fortress（アラグラ要塞）

## ダウンロードコンテンツ
2021年12月現在、PC版で公開されているDLCを以下に示す。
また、下記全てを収録するSEASON PASSがある。

### 武器追加DLC
- Silent Warfare Weapons Pack
- Allied Forces Rifle Pack
- Night Fighter Expansion Pack
- Urban Assault Expansion Pack
- Cold Warfare Winter Expansion Pack
- Lock and Load Weapons Pack

### スキン追加DLC
- Camouflage Rifles Skin Pack
- Covert Heroes Character Pack

### ミッション追加DLC
- Target Führer (ターゲット総統)
- Deathstorm Part 1 Inception (デスストームパート1インセプション)
- Deathstorm Part 2 Infiltration (デスストームパート2浸透)
- Deathstorm Part 3 Obliteration (デスストームパート3抹消)

## 主な登場人物
カール・フェアバーン（Karl Fairburne）
主人公。高い狙撃力、銃撃や近接戦闘の能力、高いステルス性、単独でのスパイ活動能力をもっている。
車両の弱点を瞬時に判断し破壊することができ、あらゆる武器や爆弾の使い方を網羅している。
ソフィア・ディ・ロッコ（Sofia Di Rocco）
パルチザングループ（抵抗組織）のひとり。
ハインツ・ベーム（Heinz Böhm）
ドイツ軍の中将、本作最大の黒幕。
アンドレアス・ケスラー （Andreas Kessler）
V2ロケットの開発者。
アドルフ・ヒトラー (Adolf Hitler)
ドイツ ナチ党の総統。DLC『Target Führer』での暗殺目標。

## 登場する武器

### スナイパーライフル
- M1903 Springfield
- Kar98k
- Lee-Enfield No.4
- Carcano
- Mosin-Nagant M91/30
- Delisle Carbine
- Winchester 1895
- ZH29
- M1 Carbine
- M1 Garand
- Swedish M/96 Mauser

### サブマシンガン
- Thompson M1A1
- MP40
- MAB 38
- PPSh 41
- OVP m1918

### アサルトライフル
- FG 42
- STG44

### ショットガン
- Trench Gun
- M30 Drilling shotgun

### ロケットランチャー
- Panzerfaust
- Neunfaust R1:フリーガーファウストが元である

### ハンドガン
- Welrod
- Army Pistol 38
- HDM
- Mauser M712
- Walther PPK
- TT-33
- Nagant M1895

## 登場する乗り物
- Opel Blitz
- Autoblinda AB41
- Sd.Kfz. 251
- Panzer III
- MAS boat
- Orchidea
- Baptista
- Isonzo
- Numidia
- Santa Lucia
- Junkers Ju-87
- Dornier Do 217
- P-51 Mustang
- Avro Lancaster

## 開発
Sniper Elite 4は、Rebellion Developmentsによって開発された。Tim Jonesによれば、このゲームは「狙撃兵の楽園」となるように設計されている。その結果、チームはゲームのマップと、スケールを拡大して、「リアルロングショット」を可能にした。 アニメーションシステム、人工知能、ゲームのレンダリングテクノロジーも再制作された。
以前の2つのゲームの開発元である505 Gamesは、ゲームの制作には関与していない。Rebellion Developmentsは代わりに、Zombie Army Trilogyの開発元および販売元であるSold OutやU＆I Entertainmentと提携して、ゲームの物理を作成した。2016年2月、中国のデジタルアート企業がゲームを公開したがRebellion DevelopmentsのCEOであるJason Kingsleyは、ゲームの存在を確認せず、すぐに新しいゲームを公開する計画があると付け加えた。Sniper Elite4は、2016年3月7日に発表された。
2016年6月13日、Sniper Elite 4が2017年2月14日にリリースされることが発表された。

## レセプション
ビデオゲームのレビューアグリゲーター Metacriticによると、 Sniper Elite 4は「一般に好意的」なレビューを受けた。Eurogamerは「2017年のゲームトップ50」のリストでゲームを40位に、GamesRadar +は2017年のベストゲーム25のリストで22位にランクインした。

### 売上高
2016年6月、Sold Outはこのゲームを「大当たり」と説明し、イギリスでの発売日に約20万枚の物理的なコピーを販売することを期待した。 

### 受賞歴
| 年     | 賞                           | カテゴリー                       | 結果       | 参照          |
| ------ | ---------------------------- | -------------------------------- | ---------- | ------------- |
| 2017年 | Develop Awards               | 音楽デザイン                     | ノミネート | [ 16 ]        |
| 2017年 | Develop Awards               | サウンドデザイン                 | ノミネート | [ 16 ]        |
| 2017年 | 独立系ゲーム開発者協会賞     | ビジュアルデザイン               | 受賞       | [ 17 ]        |
| 2017年 | 独立系ゲーム開発者協会賞     | アクションとアドベンチャーゲーム | ノミネート | [ 17 ]        |
| 2017年 | ゴールデンジョイスティック賞 | ベストオーディオ                 | ノミネート | [ 18 ]        |
| 2018年 | 第14回英国アカデミー賞       | 英国産ゲーム賞                   | ノミネート | [ 19 ] [ 20 ] |

## 参照資料
1. ↑  “Sniper Elite 4 ホームページ”. gamesource-ent.jp. 2022年1月22日閲覧。
2. 1 2  Robinson (2016年3月16日). “Sniper Elite 4 brings a little more polish and a lot more scale to the series”. Eurogamer.  Gamer Network. 2016年6月3日閲覧。
3. 1 2  Futter (2016年3月17日). “Our First Look At Sniper Elite 4's Blood-Gushing, Bone-Breaking Action”. Game Informer.  GameStop. 2016年6月3日閲覧。
4. ↑  Loveridge (2016年3月19日). “Sniper Elite 4 preview: 4 reasons it's better than ever”. Digital Spy.  Hearst Magazines UK. 2016年6月3日閲覧。
5. 1 2  Holmes (2016年3月30日). “Rebellion on making Sniper Elite 4 "a sniper's paradise"”. Gamereactor.  Gamez Publishing. 2016年6月3日閲覧。
6. ↑  Makedonski (2016年3月19日). “Sniper Elite 4, now with more Assassin's Creed”. Destructoid.  ModernMethod. 2016年6月3日閲覧。
7. ↑  Good (2016年5月7日). “Sniper Elite 4 sends the World War II series to Italy this year”. Polygon.  Vox Media. 2016年6月3日閲覧。
8. ↑  Scammell (2016年3月7日). “Sniper Elite 4 is set in WW2 Italy, coming to PS4, Xbox One & PC in 2016”. VideoGamer.com.  Candy Banana. 2016年6月3日閲覧。
9. ↑  Dang (2016年3月14日). “'Sniper Elite 4' is Getting a Physical Release”. Hardcore Gamer. 2016年6月3日閲覧。
10. ↑  Scammell (2016年2月15日). “Sniper Elite 4 outed by LinkedIn profile”. VideoGamer.com.  Candy Banana. 2016年6月3日閲覧。
11. ↑  Morrison (2016年3月7日). “Sniper Elite 4 has 2016 release in its sights”. PC Gamer.  Future US. 2016年6月3日閲覧。
12. ↑  Paget (2016年6月13日). “Sniper Elite 4 Delayed to 2017, See New Brutal Screenshots Here”. GameSpot.  CBS Interactive. 2016年6月14日閲覧。
13. ↑  Eurogamer staff (2017年12月27日). “Eurogamer's Top 50 Games of 2017: 40-31”. Eurogamer. 2017年12月30日閲覧。
14. ↑  GamesRadar staff (2017年12月22日). “The best games of 2017”. GamesRadar+. 2018年3月25日閲覧。
15. ↑  Scammell (2016年6月3日). “Sniper Elite 4 publisher expects 200,000 day one sales in UK”. VideoGamer.com.   Resero Network. 2020年11月5日閲覧。
16. ↑  Cleaver (2017年5月12日). “Develop Awards 2017: The Finalists”. MCV. 2018年9月4日閲覧。
17. ↑  “2017 Winners”. The Independent Game Developers' Association (2017年11月2日). 2018年9月6日閲覧。
18. ↑  Gaito (2017年11月13日). “Golden Joystick Awards 2017 Nominees”. Best in Slot. 2018年3月15日閲覧。
19. ↑  deAlessandri (2018年3月15日). “Hellblade: Senua's Sacrifice at forefront of BAFTA Games Awards nominations”. MCV.  NewBay Media. 2018年3月15日閲覧。
20. ↑  Makedonski (2018年4月12日). “BAFTA names What Remains of Edith Finch its best game of 2017”. Destructoid.   Enthusiast Gaming. 2018年4月13日閲覧。